# Jake Lamb
Jacob Ryan Lamb (Seattle, 9 ottobre 1990) è un giocatore di baseball statunitense.

## Carriera

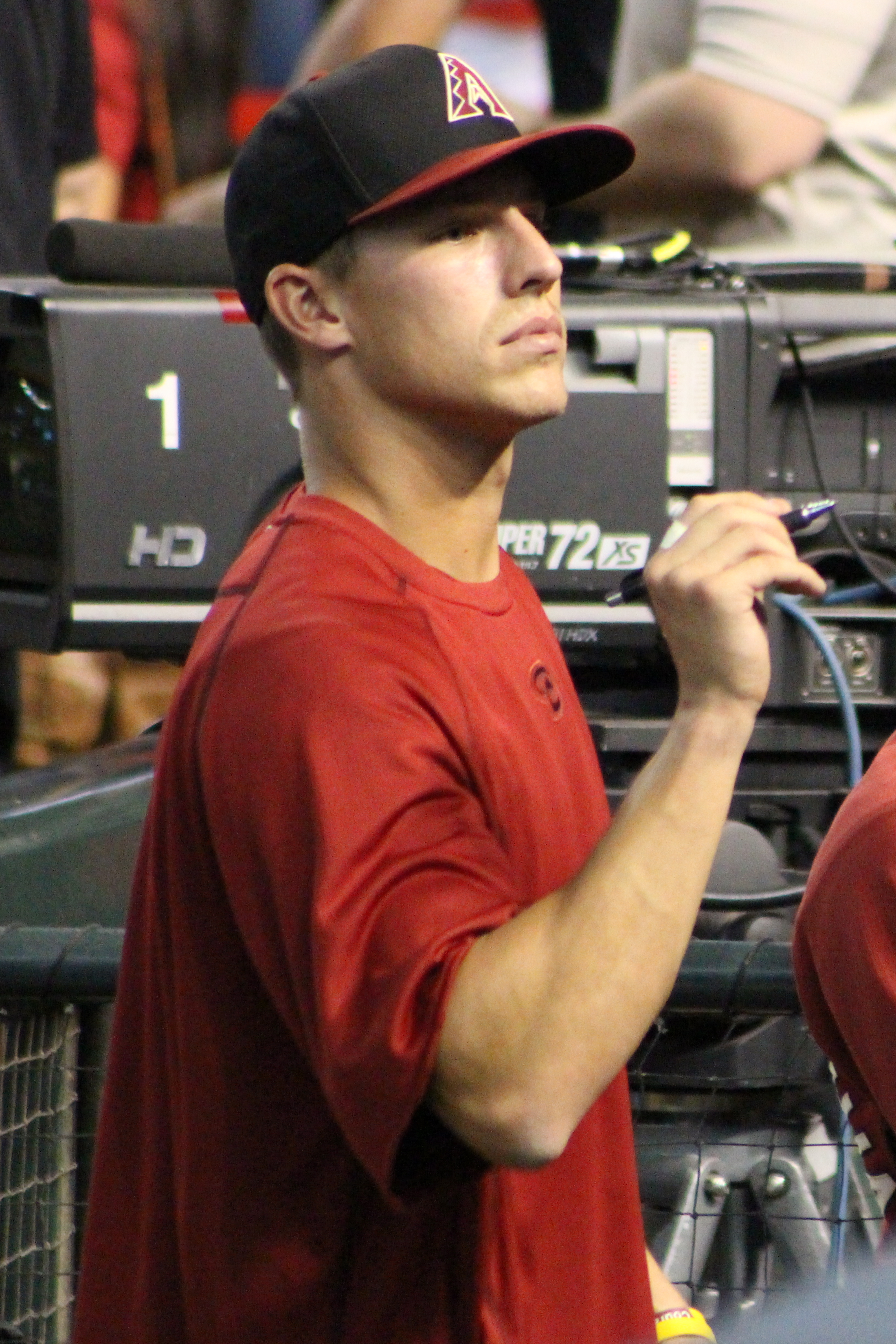
Lamb nel 2015

### Inizi e Minor League
Proveniente dalla Bishop Blanchet High School di Seattle, sua città natale, Lamb venne selezionato nel 38º turno del draft MLB 2009 dai Pittsburgh Pirates, ma rifiutò l'opportunità e si iscrisse alla University of Washington di Seattle. Entrò nel baseball professionistico quando venne selezionato, nel sesto turno del draft 2012, dagli Arizona Diamondbacks, che lo assegnarono nella classe Rookie. Nel 2013 giocò prevalentemente nella classe A-avanzata, con qualche partita nella classe Rookie. Partecipò tuttavia a circa la metà delle partite previste, poiché a causa di un infortunio dovette saltare le restanti.

### Major League

#### Arizona Diamondbacks
Debuttò nella MLB il 7 agosto 2014, al Chase Field di Phoenix contro i Kansas City Royals, realizzando nel suo secondo turno di battuta la sua prima valida e il primo punto battuto a casa. Il 23 agosto contro i Padres, Lamb colpì il primo fuoricampo. In 37 gare disputate nella MLB nella sua prima stagione, ebbe una media battuta di .230, con 4 fuoricampo. Nella minor league partecipò a 108 partite, di cui 103 nella Doppia-A e 5 nella Tripla-A.
Iniziò la stagione 2015 in lista infortunati ma riuscì a disputare 107 gare, battendo con .263. con 6 fuoricampo e 34 punti battuti a casa (RBI). Nel 2016, Lamb ebbe una prima metà di stagione positiva, sfiorando la convocazione all'All-Star Game. Dopo avere faticato nella seconda metà, chiuse con 29 home run e 91 RBI, malgrado l'avere battuto con .249. Fece inoltre registrare 9 tripli.
Nella settimana del 22 maggio 2017, Lamb fu premiato come giocatore della National League della settimana dopo avere fatto registrare 4 fuoricampo e 10 RBI in 5 partite. Il 2 luglio 2017 fu convocato per il primo All-Star Game della carriera.
Lamb fu svincolato dalla franchigia il 12 settembre 2020.

#### Oakland Athletics e Atlanta Braves
Il 14 settembre 2020, Lamb firmò un contratto con gli Oakland Athletics e divenne free agent il 28 ottobre, a stagione conclusa.
Il 21 febbraio 2021, Lamb firmò un contratto annuale del valore di 1 milione di dollari con gli Atlanta Braves.  Venne svincolato dalla franchigia il 27 marzo, dopo la deludente prestazione durante lo spring training.

#### Chicago White Sox e Toronto Blue Jays
Il 30 marzo 2021, Lamb firmò con un contratto con i Chicago White Sox. Il 29 giugno venne inserito nella lista degli infortunati per un problema al quadricipite destro. Tornò in campo l'8 agosto e il 1º settembre, venne designato per la riassegnazione.
Il 3 settembre 2021, i Toronto Blue Jays prelevarono Lamb dalla lista dei trasferimenti dei White Sox. Venne designato per la riassegnazione il 23 settembre e svincolato il 29 settembre 2021.

## Palmarès
- MLB All-Star: 1

2017
- Giocatore della settimana: 2

NL: 17 luglio 2016, 21 maggio 2017